# Welcome to My World (canção)
"Welcome to My World" é uma canção gravada pelo girl group sul-coreano Aespa com a participação de Naevis. Foi lançada como um single de pré-lançamento para seu terceiro extended play (EP) My World pela SM Entertainment em 2 de maio de 2023.

## Antecedentes e lançamento
Em 16 de fevereiro de 2023, Lee Sung-soo lançou um vídeo de 30 minutos afirmando: "Lee Soo-man foi a razão pela qual a canção de Aespa foi adiada" e que o grupo deveria lançar novas  canções em 20 de fevereiro. Além disso, ele acrescentou que Soo-man queria começar a "injetar motivos ambientalistas de plantio de árvores e sustentabilidade nas canções", que foram posteriormente descartadas porque "não se encaixavam no mundo de Aespa" e deixaram o grupo "chateado". Em 16 de março, a SM Entertainment anunciou que Aespa lançaria um disco no início de maio. Em 17 de abril, foi anunciado que o terceiro EP do grupo intitulado My World, contendo seis faixas, seria lançado em 8 de maio. Também foi anunciado que "Welcome to My World" seria pré-lançado em 2 de maio. Em 26 de abril, foi revelado que Naevis, a personagem IA no enredo SMCU de Aespa, seria apresentada em "Welcome to My World" como uma artista virtual. Em 2 de maio, "Welcome to My World" foi lançado junto com seu videoclipe.

## Composição
"Welcome to My World" foi escrita por Ellie Suh (153/Joombas), Hyun Ji-won e Danke (Lalala Studio), composta e arranjada por Mich Hansen, e Jacob "Ubizz" Uchorczak com Celine Svanbäck,  e Patrizia Helander participando da composição. Foi descrita como uma canção pop e pop alternativa "sonhadora" e "majestosa" caracterizada por "riff de guitarra e orquestra" com letras sobre "convidar Naevis [e o ouvinte] para o mundo musical de Aespa". "Welcome to My World" foi composta na chave de sol maior, com um tempo de 152 batidas por minuto.

## Videoclipe
O videoclipe retrata as integrantes "fazendo uma viagem para uma floresta e se conectando com a natureza" com "uma aura misteriosa [seguindo] elas [ao longo] de sua jornada", mais tarde revelado ser Naevis, "um sistema de IA personificado do [mundo] do grupo".

## Desempenho comercial
"Welcome to My World" estreou no número 122 no Circle Digital Chart da Coreia do Sul na edição da parada de 30 de abril a 6 de maio de 2023; em suas tabelas componentes, a canção estreou no número 34 na Circle Download Chart, número 157 na Circle Streaming Chart, e número 162 na Circle BGM Chart. Na semana seguinte, ascendeu ao número 64 na Circle Digital Chart, e o número 68 na Circle Streaming Chart. Em Singapura, a canção estreou no número 26 no RIAS Top Regional Chart na edição de 5 a 11 de maio de 2023. No Vietnã, a canção estreou no número 27 na Billboard Vietnam Hot 100 na edição da parada datada de 18 de maio de 2023.

## Recepção crítica
Na lista de meio de ano das melhores canções de K-pop de 2023 da NME, Abby Webster escreveu que a canção "deu o tom com uma alquimia aperfeiçoada de forte e suave (ou, em sua linguagem, salgado e doce)" e chamou-o de "um oásis bem-vindo em seu terreno digital".
| Crítica/Publicação | Lista                                  | Posição | Ref.   |
| ------------------ | -------------------------------------- | ------- | ------ |
| Business Insider   | As melhores canções de K-pop de 2023   | 3       | [ 21 ] |
| Dazed              | As 50 melhores faixas de K-pop de 2023 | 13      | [ 22 ] |

## Créditos e pessoal
Créditos adaptados do encarte do EP.
Estúdio
- SM Yellow Tail Studio – gravação, edição digital
- Seoul Studio – gravação
- SM Starlight Studio – edição digital
- Doobdoob Studio – edição digital
- SM Concert Hall Studio – mixagem
- 821 Sound – masterização

Pessoal
- SM Entertainment – produtor executivo
- Aespa – vocais, vocais de fundo
- Ellie Suh (153/Joombas) – letra
- Danke (Lalala Studio) – letra
- Hyun Ji-won – letra
- Mich Hansen – composição, arranjo
- Jacob "Ubizz" Uchorczak – composição, arranjo
- Celine Svanbäck – composição
- Patrizia Helander – composição
- Kriz – direção vocal, vocais de fundo
- Goldbranch – gravação orquestral, arranjo orquestral, programação orquestral
- SM Classics Town Orchestra – orquestra
- Moon Jung-jae – piano, gravação orquestral
- Lee Jong-han – programação orquestral
- Noh Min-ji – gravação, edição digital
- Jeong Ki-hong – gravação
- Choi Da-in – gravação
- Lee Chan-mi – gravação
- Jeong Yu-ra – edição digital
- Jang Woo-young – edição digital
- Nam Koong-jin – mixagem
- Kwon Nam-woo – masterização

## Desempenho nas paradas musicais

### Desempenho semanal
| Parada musical (2023)     | Melhor posição |
| ------------------------- | -------------- |
| Coreia do Sul (Circle)    | 64             |
| Singapura (RIAS Regional) | 26             |
| Vietnã (Vietnam Hot 100)  | 63             |

### Desempenho mensal
| Parada musical (2023)  | Posição |
| ---------------------- | ------- |
| Coreia do Sul (Circle) | 92      |

## Histórico de lançamento
| Região | Data              | Formato(s)                 | Gravadora(s)      |
| ------ | ----------------- | -------------------------- | ----------------- |
| Várias | 2 de maio de 2023 | Download digital streaming | SM Warner Dreamus |